# Lycomorpha pulchra
Lycomorpha pulchra är en fjärilsart som beskrevs av Dyar 1898. Lycomorpha pulchra ingår i släktet Lycomorpha och familjen björnspinnare. Inga underarter finns listade i Catalogue of Life.